# Wildhauser Schafberg
Der Wildhauser Schafberg (schweizerdeutsch Wildhuser Schofberg) ist ein Berg im oberen Toggenburg und gehört zum Alpstein. Er liegt südöstlich des Säntis und liegt auf dem Boden der ehemaligen Gemeinde Wildhaus, seit 2010 politische Gemeinde Wildhaus-Alt St. Johann. Mit einer Höhe von 2373 m gehört er zu den grösseren Bergen in dieser Region und ist der dritthöchste Gipfel im Alpstein. Er ist über einen weiss-rot-weiss markierten Bergwanderweg erreichbar, wobei vom Vorgipfel in eine Scharte durch eine steile Rinne abgeklettert werden muss (Drahtseil). Der Wildhauser Schafberg ist das Wahrzeichen des Obertoggenburgs, da er als einziger Berg vom gesamten Talboden aus zu sehen ist. Die Aussicht reicht über das Rätikon, die Silvretta, die Bündner Alpen, die Glarner Alpen bis hin zum Rigi.

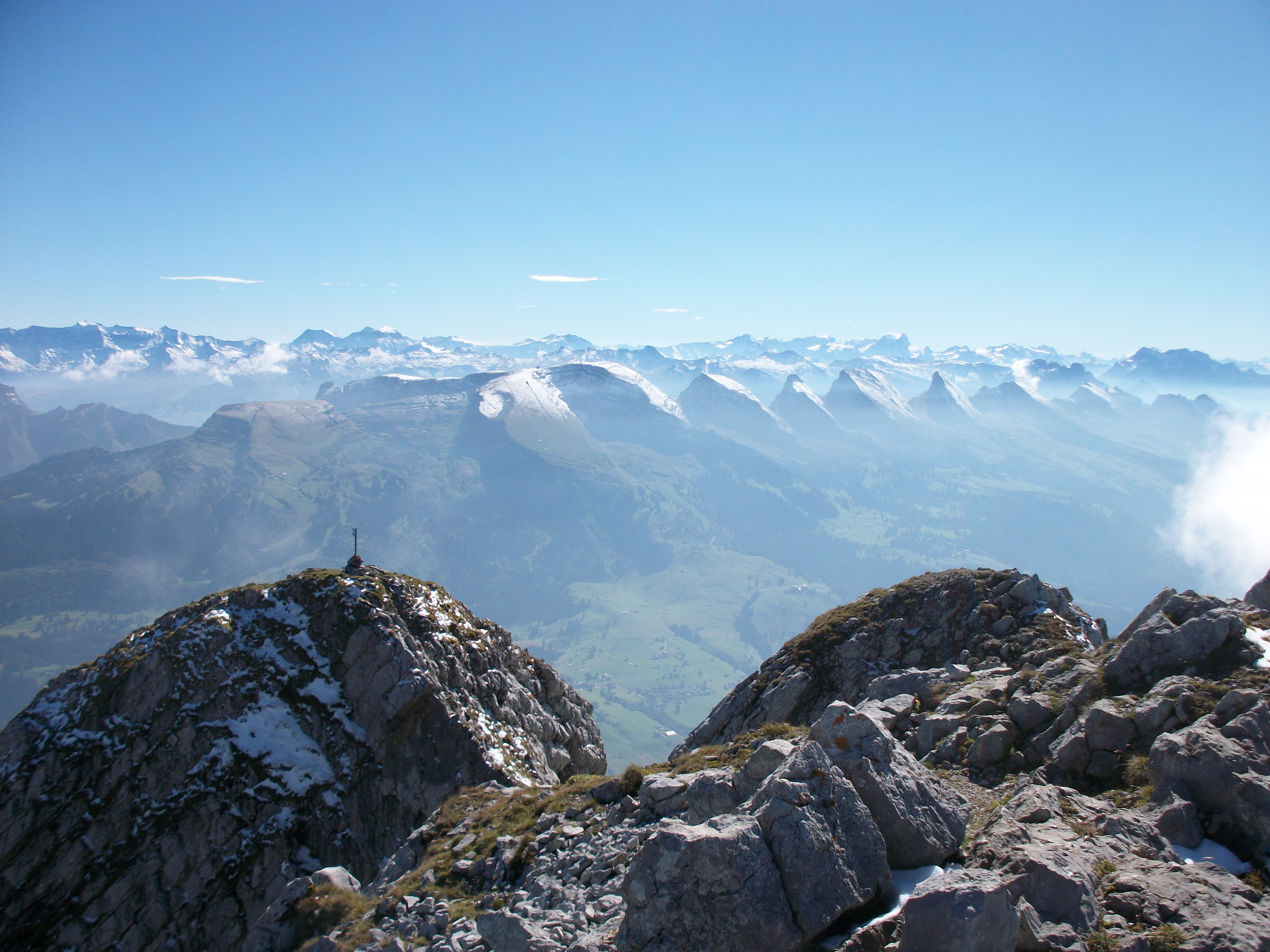
Blick vom Hauptgipfel über den Vorgipfel des Wildhauser Schafberges zu den Churfirsten hin